# Brachyanax ater
Brachyanax ater är en tvåvingeart som först beskrevs av Roberts 1928.  Brachyanax ater ingår i släktet Brachyanax och familjen svävflugor. Inga underarter finns listade i Catalogue of Life.